# Herman de Waghemakere
Herman de Waghemakere de Oude (gestorven in 1503) was een Vlaams architect.
De Waghemakere was loodsmeester van de Onze-Lieve-Vrouwekerk in Antwerpen vanaf 1474, als opvolger van Everaert Spoorwater. Hij werkte aan de toren, de noordelijke schipzijbeuken en de Besnijdeniskapel (tegenwoordig Sint-Antoniuskapel). Van 1473 tot 1485 werkte hij aan de bouw van de Sint-Gummaruskerk in Lier, waar hij de kooromgang bouwde. Van 1482 tot 1487 hield hij zich bezig met de bouw van de Sint-Willibrordusbasiliek in Hulst, vanaf 1489 met het koor van de Sint-Martinuskerk in Aalst, en vanaf 1491 met de door hem ontworpen Sint-Jacobskerk in Antwerpen. Hij ontwierp in 1501 het Vleeshuis in Antwerpen. Hij werd vanaf 1494 bijgestaan door zijn zoon Domien de Waghemakere, die na de dood van zijn vader verschillende bouwprojecten voortzette.